# Småblomstret balsamin
Småblomstret balsamin (Impatiens parviflora) er en enårig, 25-50 cm høj plante i balsamin-familien. Den har savtakkede, ægformede blade med bleggule og 6-12 mm lange blomster med ret spore i fåblomstrede stande. Småblomstret balsamin er oprindeligt hjemmehørende i Centralasien, men er nu indslæbt til både Europa, det øvrige Asien og Nordamerika.
I Danmark er småblomstret balsamin meget almindelig i Nordøstsjælland og findes hist og her i resten af landet i løvskov, krat og nær bebyggelse. Den blomstrer juli til september.